# AKR共栄会
AKR共栄会（エイケイアールきょうえいかい）は、日本の近畿圏2府2県（大阪府・京都府・兵庫県・滋賀県）の地域密着型スーパーマーケット41店舗（2007年8月現在）が参加している任意団体である。AKR共栄会には、共同仕入・共同配送・共同決済・債務保証・商品開発など各事業を担う協同組合「協同組合エイケイアール食品小売共栄会」が設置されている。「AKR」 は「All Kouriichiba Rengoukai（全小売市場連合会）」の略称である。
所在地
- 〒530-0003　大阪市北区堂島3-2-6　堂島ＲＯＹＡＬビル4F（株式会社ビジネスファーム研究所内）

## 概要

### AKR共栄会誕生の経緯
平成5年から平成7年にかけて行われた大阪市小売市場ネットワーク委員会による調査研究の成果に基づき、平成8年度に「共同配送を前提とした共同仕入れ」について、大阪市旭区小売市場連合会（8活性化市場が参画）において、パイロット事業を開始することが決定され、平成9年から平成11年までの3ヵ年にわたる事業として、大阪市経済局の指導と支援の下、旭区小売市場連合会が中心メンバーとなって取り組みが始められた。このときに連合会内の「共同仕入」機構として設立されたモデル事業組織が、AKR（ = Asahiku Kouri-Ichiba Rengoukai）であり、現在のAKR共栄会の前身である。
平成9年5月には、ドライグロサリー関係のみ（500品目）に絞り、指定問屋1社から仕入をスタートした。単独店ではなし得ない仕入れ価格の実現、毎日発注・毎日発送による在庫減、定番品切れの排除を可能とした。
大手スーパーに圧迫されていた小売市場の生き残りの有効な方策として大阪市経済局も評価し、旭区以外の小売市場への参加呼びかけを行うこととなり、平成10年には「AKR共栄会」を、小売市場の共栄を目指す「緩やかなボランタリーコンソーシアム」を理念として設立。なお、これを機にAKRのAは、旭区（asahiku）のAから、全（ALL）のAへと変更された。
AKR共栄会の参加市場の増加にあわせ、更なる購買機能の充実化、共同仕入の決済一本化が必要となった。当初、決済の一本化には、
1. 取り扱い高の増加による代金回収リスクが伴うこと、
2. 債務保証者の負担が大きすぎる

などの問題があり、実現は困難であると考えられたが、保険会社の「取引信用保険」活用によって「債務保証」のシステムが構築され、可能となった。こうして、平成12年12月には「協同組合エイケイアール食品小売共栄会」が発足した。同組合はAKR共栄内の中にあって、
1. 購買事業（共同仕入・共同配送）
2. 共同購入の代金決済機能
3. 債務保証

などを担っている。

## 現状と特徴

### コンセプト
地域密着型食品スーパーの共栄（活性化）を目指す緩やかなボランタリーコンソーシアム。

### 組織
3つの支部（大阪・兵庫・京都）と3つの委員会（評価・購買・経営改善）および、共同仕入・共同配送・決済等の業務を担当する協同組合エイケイアール食品小売共栄会が設置され、全体運営を事務局が支えている。

### 物流
物流センターを設置し、センター納品による共同配送システムを構築。

### 債務保証・金融事業
共同債務保証と一括決済業務の実施。AKR共栄会における共同債務保証システムでは、市場ごとに設定された保険金額の範囲内で債務の9割が保証されるため、AKR活動への参加者のリスク共有に対する心理的な負担感を取り除くことに成功している。